# Johann Heinrich Marschhausen
Johann Heinrich Marschhausen (* 1764 in Wernigerode; † 23. Dezember 1813) war ein deutscher Pädagoge und Historiker.
Marschhausen stammte aus Wernigerode, wo er das Lyzeum besucht hatte. Er studierte von 1777 bis 1783 in Göttingen und Halle (Saale), promovierte zum Dr. phil. und wurde erster Lehrer und Inspektor am Königlichen Pädagogium zu Halle. Überregionale Bekanntheit erlangte Marschhausen als Verfasser eines Lehrbuches der deutschen Geschichte für die obern Klassen gelehrter Schulen, das erstmals 1799 in Druck erschien. Er starb im Alter von 49 Jahren.

## Werke
- Lehrbuch der deutschen Geschichte für die obern Klassen gelehrter Schulen, Halle: Waisenhaus 1799